# Enrique Espín Yépez
Enrique Espín Yépez (Quito, 19 de noviembre de 1926-Ciudad de México, 21 de mayo de 1997) fue un compositor, músico y director ecuatoriano. 

## Biografía
Se radicó en México en 1969. 
Estudió violín y conducción orquestal y su música es genial referentes a los pasillos  Fue alumno y ayudante de Henryk Szeryng, quien lo reconoció como heredero de su técnica pedagógica además decidió obsequiarle su valioso violín Ceruti fabricado en 1801.  Entre algunas de sus composiciones están los pasillos Pasional: pasillo que se destaca en su repertorio y es considerada un verdadero baluarte dentro del repertorio nacional, llegando a ser interpretada y versionada por muchos artistas reconocidos. Quizá una de las más llamativas y curiosas es la versión para marimba sola del percusionista y compositor ecuatoriano Cristian Orozco. Asimismo destacan dentro de su catálogo de obras: Aquella noche, Confesión, Nostalgias, Serenata, Imposible, Invocación, Noches sombrías, Nocturnal.
Además  compuso piezas para orquesta como la Danza en mi menor; la Suite del yaraví; Rapsodia ecuatoriana; sinfonía Preludio y variaciones para piano y orquesta. Enrique Espín fundó además la Fundación Henryk Szeryng en México.
Murió en Ciudad de México el 21 de mayo de 1997.